# Under Kilimanjaro
Under Kilimanjaro (2005) is een non-fictieroman van Ernest Hemingway, bewerkt en postuum gepubliceerd door Robert W. Lewis en Robert E. Fleming. 
Under Kilimanjaro is gebaseerd op dagboeken die hij schreef terwijl hij op zijn laatste safari was. Het is een langere en opnieuw bewerkte versie van True at First Light. In 2007 won het de Eric Hoffer Award for Best Academic Press.
De eerste versie, True at First Light, werd postuum gepubliceerd in 1999 en werd gepresenteerd als  "fictieve memoires". Zes jaar later kwam er een heruitgave onder de titel Under Kilimanjaro. Het werk is gebaseerd op een gedeeltelijk geschreven manuscript, en gaat over Hemingways tweede reis naar Afrika. De redactie van Under Kilimanjaro was in handen van Robert W. Lewis en Robert E. Fleming die een zo getrouw mogelijke en volledige publicatie beoogden "zonder redactionele vervorming, speculatie, of tekstueel ondersteunde pogingen tot verbetering."